# So Far Gone (mixtape Drake)
So Far Gone è un mixtape del rapper canadese Drake, pubblicato nel 2009.

## Tracce
1. Lust For Life – 2:56
2. Houstatlantavegas – 4:51
3. Successful (featuring Trey Songz & Lil Wayne) – 6:14
4. Let's Call It Off – 3:54
5. November 18th – 3:07
6. Ignant Shit (featuring Lil Wayne) – 5:04
7. A Night Off (featuring Lloyd) – 3:14
8. Say What's Real – 3:51
9. Little Bit (featuring Lykke Li) – 3:50
10. Best I Ever Had – 4:18
11. Unstoppable (featuring Santigold & Lil Wayne) – 3:30
12. Uptown (featuring Bun B & Lil Wayne) – 6:22
13. Sooner Than Later – 4:22
14. Bria's Interlude (featuring Omarion) – 2:19
15. The Calm – 4:04
16. Outro – 2:55
17. Brand New – 3:37
18. Congratulations (Physical and 2019 streaming version bonus track) – 5:33